# Protestáns többségű államok
A protestáns államnak vagy protestáns országnak nevezzük[forrás?] tágabb értelemben azokat az államokat, országokat, ahol a lakosság többsége protestánsnak vallja magát, szűkebb értelemben pedig azokat, ahol valamelyik protestáns vallás államvallásként van deklarálva. 
A protestáns vallásúak lehetnek reformátusok, unitáriusok, baptisták, evangélikusok, anglikánok:  metodisták és episzkopálisok; mormonok, kvékerek, adventisták, pünkösdisták.

## Néhány protestáns többségű állam
- Amerikai Egyesült Államok -  51,3% protestáns[1]
- Antigua és Barbuda - 76,4% protestáns, ebből 25,7% a Nemzetközösség és az Egyesült Királyság befolyására visszavezethetően anglikán[1]
- Barbados 63,4% protestáns, ebből 28,3% anglikán[1]
- Dánia lakosságának hivatalosan 95%-a evangélikus[1]
- Norvégia – hivatalos adatok szerint a lakosság 85,7%%-a az evangélikus Norvég Egyházhoz tartozik[1]
- Saint Kitts és Nevis -  Az ország lakosságának 36%-a anglikán egyház híve, további felekezetek: metodista (32%)[forrás?]
- Saint Vincent és a Grenadine-szigetek -  75% protestáns, ebből 47% anglikán, 28% metodista[1]